# 1898 en football
Cet article présente les faits marquants de l'année 1898 en football.

## Janvier
- 1er janvier : fondation du club belge du Standard Football Club.

## Mars
- Fondation de la FGSPF, Fédération gymnastique et sportive des patronages de France qui lance dans la foulée des compétitions de football, dont un championnat de France, un de plus.
- L’Union des Sports de France champion de Paris professionnel (FSAPF).
- 27 mars : finale de la 2e édition de la Coupe Manier : Club français 10, Paris Star 0.
- 28 mars : à Wrexham, l’Angleterre bat le Pays de Galles 3-0.

## Avril
- 2 avril : à Glasgow, l'Angleterre bat l’Écosse : 3-1.
- France : l’Iris Club Lillois est le premier champion du Nord de football. Ce championnat du Nord est la première compétition de football de ce type organisée en province.
- 3 avril : le Standard A.C. est à nouveau Champion de France de Football.

- 4 avril : le Grasshopper-Club Zurich enlève le premier titre (non officiel) de champion de Suisse de football en s’imposant 2-0 en finale face à La Chatelaine de Genève.
- 9 avril : Sheffield United (17 victoires, 8 nuls et 5 défaites) est sacré champion d’Angleterre de football. Burnley enlève le titre en Division 2.
- 16 avril : finale de la 27e FA Cup (213 inscrits). Nottingham Forest 3, Derby County 1. 62.017 spectateurs à Crystal Palace.
- 24 avril : finale nationale entre le champion de l’Est (Vitesse Arnhem) et de l’Ouest (RAP Amsterdam). RAP s’impose 4-2 et est sacré champion des Pays-Bas.
- Southampton FC (18 victoires, 1 nul et 3 défaites) remporte le championnat anglais de la Southern League.
- Celtic FC est champion d’Écosse.
- Freiburg est sacré premier champion d’Allemagne du Sud. FV Karlsruhe, Phönix Karlsruhe, FV Strasbourg, FC Mulhouse et FC Freiburg participaient.
- Slavia Prague remporte la coupe de Mistrovstvi Cech de football.
- Lomas Athletic Club est champion d’Argentine.

## Mai
- 8 mai : tournoi de football en Italie qui tient lieu de premier championnat d’Italie. Les demi-finales et la finale ont lieu dans la journée. Internazionale du Torino élimine le FC Torinense 1-0, tandis que Genoa rejoint la finale en écartant Gimnastica di Torino 2-1. Genoa s’impose en finale 2-1 face à l’Inter Torino.
- 12 mai : sous l’impulsion de leur professeur d’anglais, M. Beltete, un groupe de lycéens fondent le club omnisports français de l’US Tourcoing. Le surveillant du lycée, Albert Fromentin, initie la création de la section football.
- KB remporte le championnat de Copenhague de football.

## Juin
- 26 juin : fondation du club sportif constantinois [réf. nécessaire].

## Juillet
- 1er juillet : fondation du FC Thoune.

## Septembre
- 11 septembre : Lomas Athlétic (10 victoires et 4 nuls) est champion d’Argentine de football après un match de barrage face à Lobos (2-1).

## Décembre
- Décembre : fondation du club français de l’Union Sportive Boulonnaise à Boulogne-sur-Mer.

## Naissances
- 17 janvier : George Armitage, footballeur anglais.
- 8 février : André Fierens, footballeur belge.
- 3 avril : David Jack, footballeur anglais.
- 27 avril : Alf Baker, footballeur anglais.
- 5 mai : George Ashmore, footballeur anglais.
- 5 août : Albert Courquin, footballeur français.
- 3 novembre : Marcel Vignoli, footballeur français.
- 26 novembre : Héctor Scarone, footballeur uruguayen.
- 27 novembre : Georges Kramer, footballeur suisse.
- 2 décembre : Franz Platko, footballeur et entraîneur hongrois.
- 24 décembre : Guglielmo Brezzi, footballeur italien.
- 31 décembre : Léon Huot, footballeur français.

## Décès
- 30 juin : Reginald Birkett, footballeur anglais.